# Боавішта (жіночий футбольний клуб)
«Боавішта» (порт. Boavista Futebol Clube)  — португальський жіночий футбольний клуб з міста Порту.

## Історія
Витоки жіночої команди «Боавішти» можна простежити з 1967 року, таким чином, разом з «Уніау де Коймбра» вона є однією з найстаріших жіночих футбольних команд Португалії. Жіноча секція функціонує автономно від чоловічої.
11-разовий чемпіон країни, одна з найтитулованіших команд Португалії. Протягом своєї історії жодного разу не опускалася до нижчого дивізіону, проте за підсумками сезону 2018/19 років посіла останнє місце й вилетіла до Другого дивізіону португальського чемпіонату.

## Досягнення

### Національні
- Чемпіонат Португалії
  -  Чемпіон (11): 1985/86, 1986/87, 1987/88, 1988/89, 1989/90, 1990/91, 1991/92, 1992/93, 1993/94, 1994/95, 1996/97
  -  Срібний призер (6): 1997/98, 1998/99, 2006/07, 2007/08, 2008/09, 2011/12.

- Кубок Португалії
  -  Володар (1): 2012/13
  -  Фіналіст (3): 2006/07, 2008/09, 2009/10

## Статистика виступів
У таблиці, наведеній нижче, вказані статистика виступів «Боавішти» з моменту заснування чемпіонату Португалії в 1985 році.
| Сезон     | Дивізіон 1                      | Дивізіон 2                | Регіональний дивізіон | Кубок Португалії | Суперкубок Португалії | Кубок ліги            |
| 1985-1986 | Переможець                      | Не існував                | Переможець            | Кубок не існував | Суперкубок не існував | Кубок ліги не існував |
| 1986-1987 | Переможець                      | Не існував                | Переможець            | Кубок не існував | Суперкубок не існував | Кубок ліги не існував |
| 1987-1988 | Переможець                      | Не існував                | Переможець            | Кубок не існував | Суперкубок не існував | Кубок ліги не існував |
| 1988-1989 | Переможець                      | Не існував                | -                     | Кубок не існував | Суперкубок не існував | Кубок ліги не існував |
| 1989-1990 | Переможець                      | Не існував                | -                     | Кубок не існував | Суперкубок не існував | Кубок ліги не існував |
| 1990-1991 | Переможець                      | Не існував                | -                     | Кубок не існував | Суперкубок не існував | Кубок ліги не існував |
| 1991-1992 | Переможець                      | Не існував                | -                     | Кубок не існував | Суперкубок не існував | Кубок ліги не існував |
| 1992-1993 | Переможець                      | Не існував                | -                     | Кубок не існував | Суперкубок не існував | Кубок ліги не існував |
| 1993-1994 | Переможець                      | Не існував                | -                     | Кубок не існував | Суперкубок не існував | Кубок ліги не існував |
| 1994-1995 | Переможець                      | Не існував                | -                     | Кубок не існував | Суперкубок не існував | Кубок ліги не існував |
| 1995-1996 | 3-є                             | Не існував                | -                     | Кубок не існував | Суперкубок не існував | Кубок ліги не існував |
| 1996-1997 | Переможець                      | Не існував                | -                     | Кубок не існував | Суперкубок не існував | Кубок ліги не існував |
| 1997-1998 | 2-е                             | Не існував                | -                     | Кубок не існував | Суперкубок не існував | Кубок ліги не існував |
| 1998-1999 | 2-е                             | Не існував                | -                     | Кубок не існував | Суперкубок не існував | Кубок ліги не існував |
| 1999-2000 | 3-є                             | Не існував                | -                     | Кубок не існував | Суперкубок не існував | Кубок ліги не існував |
| 2000-2001 | 3-є                             | Не існував                | -                     | Кубок не існував | Суперкубок не існував | Кубок ліги не існував |
| 2001-2002 | 4-е                             | Не існував                | Переможець            | Кубок не існував | Суперкубок не існував | Кубок ліги не існував |
| 2002-2003 | 3-є                             | Не існував                | Переможець            | Кубок не існував | Суперкубок не існував | Кубок ліги не існував |
| 2003-2004 | 1-е в Чемпіонаті вильоту Зони A | Не існував                | Переможець            | -                | Суперкубок не існував | Кубок ліги не існував |
| 2004-2005 | 4-е                             | Не існував                | -                     | -                | Суперкубок не існував | Кубок ліги не існував |
| 2005-2006 | 4-е                             | Не існував                | -                     | -                | Суперкубок не існував | Кубок ліги не існував |
| 2006-2007 | 2-е                             | Не існував                | -                     | Фіналіст         | Суперкубок не існував | Кубок ліги не існував |
| 2007-2008 | 2-е                             | Не існував                | -                     | -                | Суперкубок не існував | Кубок ліги не існував |
| 2008-2009 | 2-е                             | Не існував                | -                     | Фіналіст         | Суперкубок не існував | Кубок ліги не існував |
| 2009-2010 | 4-е Чемпіонат вильоту           | Не існував                | -                     | Фіналіст         | Суперкубок не існував | Кубок ліги не існував |
| 2010-2011 | 4-е Чемпіонат Вильоту           | Не існував                | -                     | 1/4 фіналу       | Суперкубок не існував | Кубок ліги не існував |
| 2011-2012 | 2-е                             | 8-е Серія A               | -                     | 1/2 фіналу       | Суперкубок не існував | Кубок ліги не існував |
| 2012-2013 | 1-е Чемпіонат вильоту           | -                         | -                     | Переможець       | Суперкубок не існував | Кубок ліги не існував |
| 2013-2014 | 1-е Чемпіонат вильоту           | -                         | -                     | 1/4 фіналу       | Суперкубок не існував | Кубок ліги не існував |
| 2014-2015 | 4-е Чемпіонат вильоту           | -                         | -                     | 1/4 фіналу       | -                     | Кубок ліги не існував |
| 2015-2016 | 3-є Чемпіонат вильоту           | 4-е Серія A               | -                     | 1/2 фіналу       | -                     | Кубок ліги не існував |
| 2016-2017 | 5-е                             | 2-е (Гр. A) Фінальна фаза | -                     | 1/8 фіналу       | -                     | Кубок ліги не існував |
| 2017-2018 | 9-е                             | -                         | -                     | 1/4 фіналу       | -                     | Кубок ліги не існував |
| 2018-2019 | 12-е                            | -                         | -                     | 1/16 фіналу      | -                     | Кубок ліги не існував |
| 2019-2020 |                                 | виступає                  | -                     | 1/16 фіналу      | -                     | -                     |